# Aristida behriana
Aristida behriana är en gräsart som beskrevs av Ferdinand von Mueller. Aristida behriana ingår i släktet Aristida och familjen gräs. Inga underarter finns listade i Catalogue of Life.

## Bildgalleri

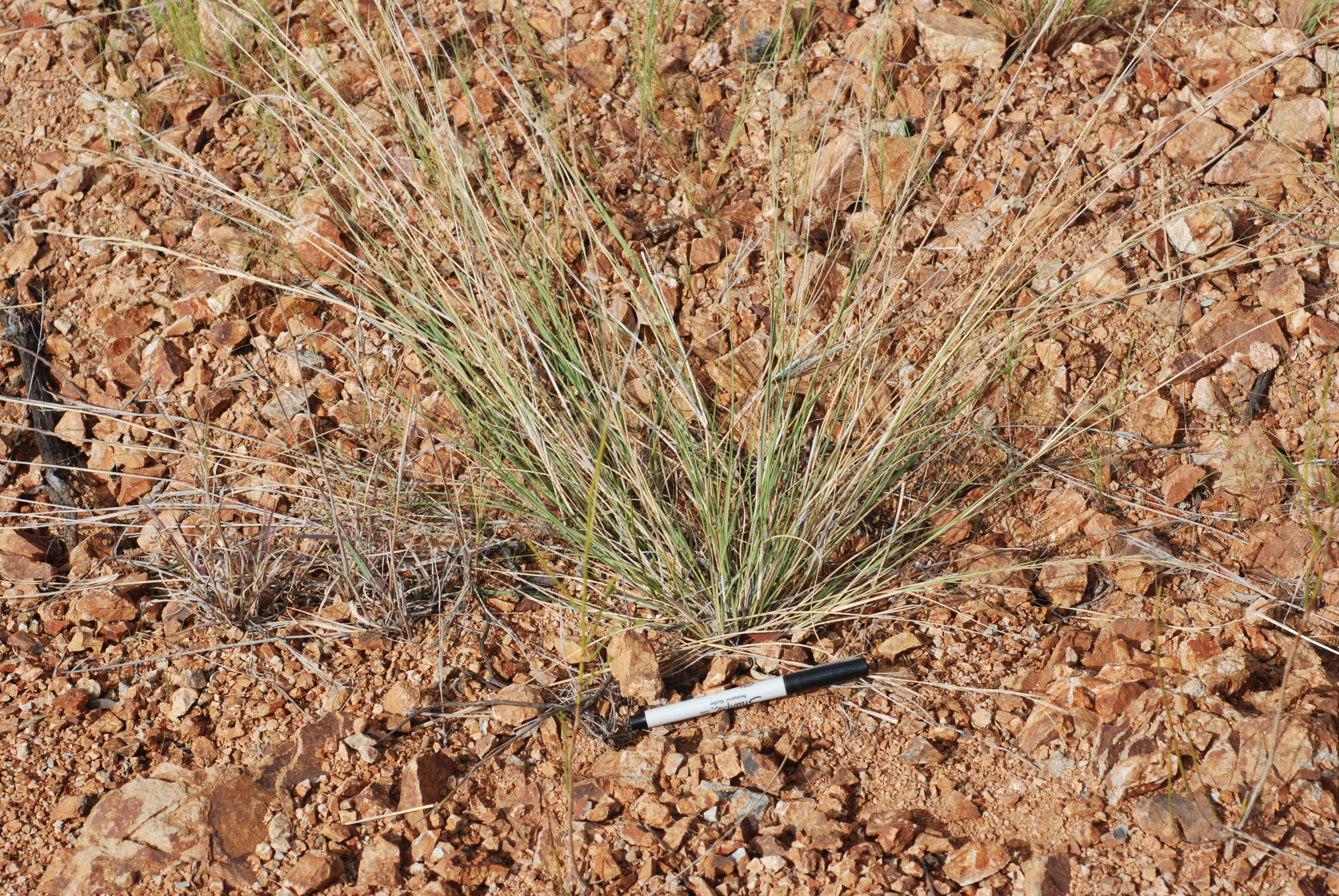
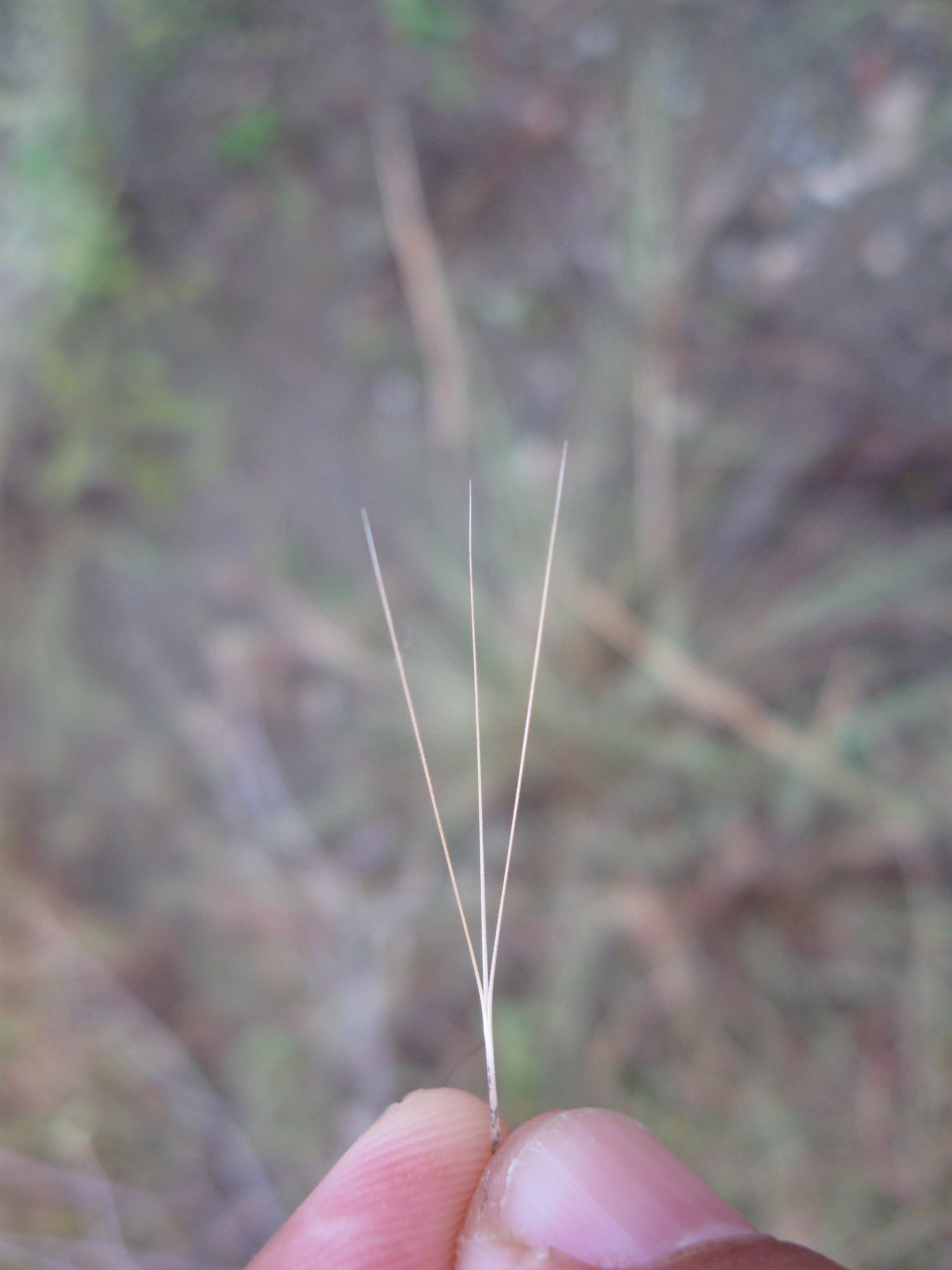